# MAI-Tagung
Die MAI-Tagung, MAI für museums and the internet, ist eine seit dem Jahr 2001 jährliche durchgeführte zweitägige Fachtagung. Thematisch befasst sie sich mit den Themenbereichen der Museumskunde, die mit Neuen Medien, also insbesondere dem Internet und Handynutzung, zu tun haben. Die vom Landschaftsverband Rheinland (LVR) durchgeführte Tagung findet wie der Name impliziert immer im Mai statt.
Die MAI-Tagung richtet sich in erster Linie an Mitarbeiter aus Museen, Ausstellungshäusern sowie Kulturadministrationen, aber auch von Archiven und Bibliotheken. Die Beiträge widmen sich vorrangig den aktuellen Aspekten der Internetnutzung und mobiler Geräte im kulturellen Bereich. Das Spektrum reicht von Präsentations-, Werbe-, Marketing- und Kommunikationsmöglichkeiten bis zu Kommunikationsmöglichkeiten über virtuellen Ausstellungen, Online Fundraising, Publishing on Demand, Customer-Relationship- und Content-Management bis hin zur Fragen der Barrierefreiheit. Meist haben die Tagungen einen thematischen Schwerpunkt. Neben Vorträgen sind auch Workshops Bestandteil der Tagung. Die Organisation und Koordination wird durch den LVR-Fachbereich Regionale Kulturarbeit sowie das LVR-Archivberatungs- und Fortbildungszentrum getragen. Jährlich wechselnd sind weitere Institutionen, im Allgemeinen vom wechselnden Austragungsort, an der Organisation beteiligt. Leiter der Tagung ist Thilo Martini.
Zur Tagung gibt es einen Newsletter mit dem Namen MAI-Ling.
| Jahr  | Ort               | Veranstaltungsort | thematischer Schwerpunkt                                     |
| ----- | ----------------- | --- | ------------------------------------------------------------ |
| 2001  | Hagen             | Historisches Centrum Hagen |                                                              |
| 2002  | Düsseldorf        | LVR-Zentrum für Medien und Bildung | Museum-Schule-Internet                                       |
| 2003  | Dresden           | Deutsches Hygiene-Museum | Barrierefreier Internetzugang für Menschen mit Behinderungen |
| 2004  | Bonn              | Rheinisches Landesmuseum Bonn |                                                              |
| 2005  | Frankfurt am Main | Senckenberg Forschungsinstitut und Naturmuseum |                                                              |
| 2006  | Berlin            | Berlinische Galerie – Landesmuseum für Moderne Kunst, Fotografie und Architektur                                                                                         |                                                              |
| 2007  | Karlsruhe         | Zentrum für Kunst und Medien |                                                              |
| 2008  | Hannover          | Sprengel Museum Hannover |                                                              |
| 2009  | Xanten            | LVR-RömerMuseum im Archäologischen Park | Archäologie Online                                           |
| 2010  | Nürnberg          | Germanisches Nationalmuseum | Social-Networks, Social-Media, Social-Tagging                |
| 2011  | Bremerhaven       | Deutsches Schifffahrtsmuseum |                                                              |
| 2012  | Leipzig           | Stadtgeschichtliches Museum Leipzig in der Alten Börse |                                                              |
| 2013  | Bonn              | Kunst- und Ausstellungshalle der Bundesrepublik Deutschland | Länderschwerpunkt Niederlande                                |
| 2014  | Völklingen        | Weltkulturerbe Völklinger Hütte – Europäisches Zentrum für Kunst und Industriekultur                                                                                     | Industriekultur; Gamification                                |
| 2015  | Dortmund          | DASA – Arbeitswelt Ausstellung | InDoor- und OutDoor-Apps                                     |
| 2016  | Hamburg           | Internationales Maritimes Museum Hamburg | Online-Videos; Länderschwerpunkt Skandinavien                |
| 2017  | Bonn              | Zoologisches Forschungsmuseum Alexander Koenig | Virtual Reality                                              |
| 2018  | Potsdam           | Museum Barberini | Podcasting                                                   |
| 2019  | Düsseldorf        | NRW-Forum |                                                              |
| 20201 | München           | Ernst von Siemens-Auditorium der Pinakothek der Moderne; Co-Organisatoren: Bayerische Staatsgemäldesammlungen und Landesstelle für die nichtstaatlichen Museen in Bayern | Digitale Nachhaltigkeit                                      |
| 2021  | online            | Digitale Konferenz |                                                              |

1 aufgrund der weltweiten COVID-19-Pandemie abgesagt